# Klin nad Bodrogom
Klin nad Bodrogom est un village de Slovaquie situé dans la région de Košice.

## Histoire
Première mention écrite du village en 1378.
La localité fut annexée par la Hongrie après le premier arbitrage de Vienne le 2 novembre 1938. En 1938, on comptait 351 habitants dont 7 d'origines juives. Elle faisait partie du district de Sátoraljaújhely (hongrois : Sátoraljaújhelyi járás). Le nom de la localité avant la Seconde Guerre mondiale était Bodrogszög. Durant la période 1938 -1945, le nom hongrois Bodrogszög était d'usage. À la libération, la commune a été réintégrée dans la Tchécoslovaquie reconstituée.

## Démographie

### Évolution de la population
| Année:               | 1994. | 2004.   | 2014.   | 2024.    |
| -------------------- | ----- | ------- | ------- | -------- |
| Nombre de personnes: | 206   | 194     | 212     | 185      |
| Différence:          |       | -5,82 % | +9,27 % | -12,73 % |

| Année:               | 2023. | 2024. |
| -------------------- | ----- | ----- |
| Nombre de personnes: | 185   | 185   |
| Différence:          |       | +0 %  |